# Hans-Peter Konle
Hans-Peter Konle (* 16. Juni 1971 in Ellwangen) ist ein deutscher Springreiter; er war 2001, 2002 und 2004 Landesmeister im Springreiten von Baden-Württemberg.

## Leben
Hans-Peter Konle hat zwei Geschwister Thomas und Elke Konle, die beide im Springreiten erfolgreich sind. Er absolvierte bei seinem Vater eine Bereiterlehre und parallel eine kaufmännische Lehre in Warendorf, die er mit der Prüfung zum Pferdewirtschaftsmeister abschloss. 2008 heiratete er Kathrin Mühlherr. Das Ehepaar hat eine Tochter, die ebenfalls mit dem Springreiten begonnen hat und einen Sohn.
Er lebt in Küps bei Kronach, wo er einen Ausbildungsstall betreibt.

## Bekannte ehemalige Pferde (Auswahl)
- Ragazzo B (* 1989), Bayerisches Warmblut, gekörter Hengst, Vater: Rasso P, Muttervater: Goldlack
- Carolus I (* 1986), Holsteiner Schimmelhengst
- Cobelix (* 2004), Oldenburger Wallach[4]

## Auszeichnungen
- Goldenes Reitabzeichen, 1990